# Adam Tomaszewski (pisarz)
Adam Tomaszewski (ur. 9 sierpnia 1918 w Kościanie, zm. 9 sierpnia 2002 tamże) – polski pisarz emigracyjny, prozaik i reportażysta.

## Życiorys
Ukończył gimnazjum im. św. Stanisława Kostki, w którym działał w 3 Drużynie Harcerskiej. Ukończył kurs podharcmistrzowski w Baligrodzie, debiutował reportażami z obozów harcerskich na łamach ukazującej się w Kościanie "Gazety Polskiej". W 1938 rozpoczął studia w Akademii Medycyny Weterynaryjnej we Lwowie, które przerwał wybuch II wojny światowej. Przedostał się do Warszawy, gdzie był zaangażowany w działalność konspiracyjną. Ukończył Podziemną Szkołę Podchorążych Piechoty, należał do Armii Krajowej. Podczas powstania warszawskiego walczył w Śródmieściu, został odznaczony Krzyżem Walecznych, po jego upadku dostał się do niewoli. Więziono go w obozach jenieckich 
Sandbostel i Westertimke. Po zakończeniu wojny pozostał w amerykańskiej strefie okupacyjnej w Niemczech, gdzie służył jako porucznik Oddziałów Wartowniczych. W 1948 podjął decyzję o wyjeździe do Kanady, gdzie w 1950 ukończył studia slawistyczne na Uniwersytecie w Ottawie. W latach 50. XX wieku należał do Konfranterii Artystycznej "Smocza Jama". W 1951 poślubił Jadwigę Jurkszus, pisarkę i reporterkę, w latach 1961–1964 wspólnie redagowali "Dodatek Literacki Prąd". Aktywnie angażował się w działalność emigracyjną, szczególnie w zakresie wydawniczym i edytorskim. Należał do grupy współzałożycieli Polskiego Funduszu Wydawniczego w Kanadzie, od 1976 przez rok był redaktorem "Głosu Polskiego" w Toronto. Był członkiem Związku Pisarzy Polskich na Obczyźnie, a po powrocie do kraju poznańskiego oddziału Stowarzyszenia Pisarzy Polskich.
Adam Tomaszewski był laureatem wielu nagród, między innymi Związkowca i Głosu Polskiego, a także Związku Pisarzy Polskich na Obczyźnie. Otrzymał nagrodę Fundacji im. Władysława i Nelly Turzańskich, którą przyznano mu "za całokształt osiągnięć literackich, stanowiących ważny, wzbogacający nas zapis doświadczeń polskich losów w kraju i na obczyźnie". Działająca w jego rodzinnym mieście Fundacja Henryka Florkowskiego i jego synów Andrzeja i Wojciecha nadała mu medal "Ziemia Kościańska Swemu Miłośnikowi". W 1995 został uhonorowany Nagrodą Twórczą Miasta Kościana. Rada Miejskiej Kościana Uchwałą nr XXXVIII/385/97 z dnia 22 kwietnia 1997 nadała Adamowi Tomaszewskiemu Honorowe Obywatelstwo Miasta Kościana, Uchwałą nr XXX/362/05 z dnia 30 marca 2005 nadała jego imię Miejskiej Bibliotece Publicznej, odsłonięto wówczas pamiątkową tablicę.

## Dorobek literacki
Adam Tomaszewski był autorem ok. 150 reportaży, szkiców, felietonów oraz opowiadań, które ukazały się na łamach czasopism emigracyjnych m.in. w Tygodniku Polskim, londyńskich Wiadomościach, Oficynie Poetów i Malarzy, Przeglądzie Polskim i Ostatnich Wiadomościach. Napisał i wydał 11 książek, w tym 3 wspomnieniowe o rodzinnym mieście. 
- Toronto, Tronto, Trana (razem z Jadwigą Jurkszus). Toronto, 1967
- Młodość została nad Obrą. Londyn, 1969; Kościan, 1996
- Kowboje, Apasze, Mormoni. Londyn, 1972
- I to jest Meksyk (razem z Jadwigą Jurkszus). Londyn, 1974
- Gorzko pachną piołuny. Toronto, 1981
- Gdzie jesteś Itako. Toronto, 1985
- Szkunery i wyspy. Toronto, 1986
- Ze sceny i estrady’ (razem z Ireną Jellaczyc). Toronto, 1987
- Chleba naszego powszedniego. Toronto, 1988
- Wiosna u Wielkich Jezior. Toronto, 1990
- Śpiew Syren. Londyn, 1993
- Ileż to dni, ileż to lat. Kościan, 1999
- Krzyk dzikiej gęsi. Poznań 2000.